# Serpent-tigre
Notechis scutatus
Genre
Espèce
Synonymes
- Naja scutata Peters, 1861
- Alecto fasciolata Jan, 1863
- Hoplocephalus ater Krefft, 1866
- Hoplocephalus fuscus Steindachner, 1867
- Notechis scutatus niger Kinghorn, 1921
- Notechis scutatus ater Glauert, 1948
- Notechis ater humphreysi Worrell, 1963
- Notechis ater serventyi Worrell, 1963

Statut de conservation UICN

 LC  : Préoccupation mineure
Notechis scutatus, le Serpent-tigre, unique représentant du genre Notechis, est une espèce de serpents de la famille des Elapidae.

## Répartition
Cette espèce est endémique d'Australie. Elle se rencontre dans le sud-ouest de l'Australie-Occidentale en particulier sur l'île Carnac, dans le sud de l'Australie-Méridionale, au Victoria, dans l'ouest de la Nouvelle-Galles du Sud, dans l'extrême sud-est du Queensland et en Tasmanie,.

## Habitat
On les trouve un peu partout : rochers, bois, prairies, marais. En hiver, ils hibernent et se réfugient dans des terriers, sous des rochers ou dans des arbres creux.

## Liste des sous-espèces
Selon The Reptile Database (16 octobre 2019) :
- Notechis scutatus scutatus (Peters, 1861)
- Notechis scutatus occidentalis Glauert, 1948

## Description

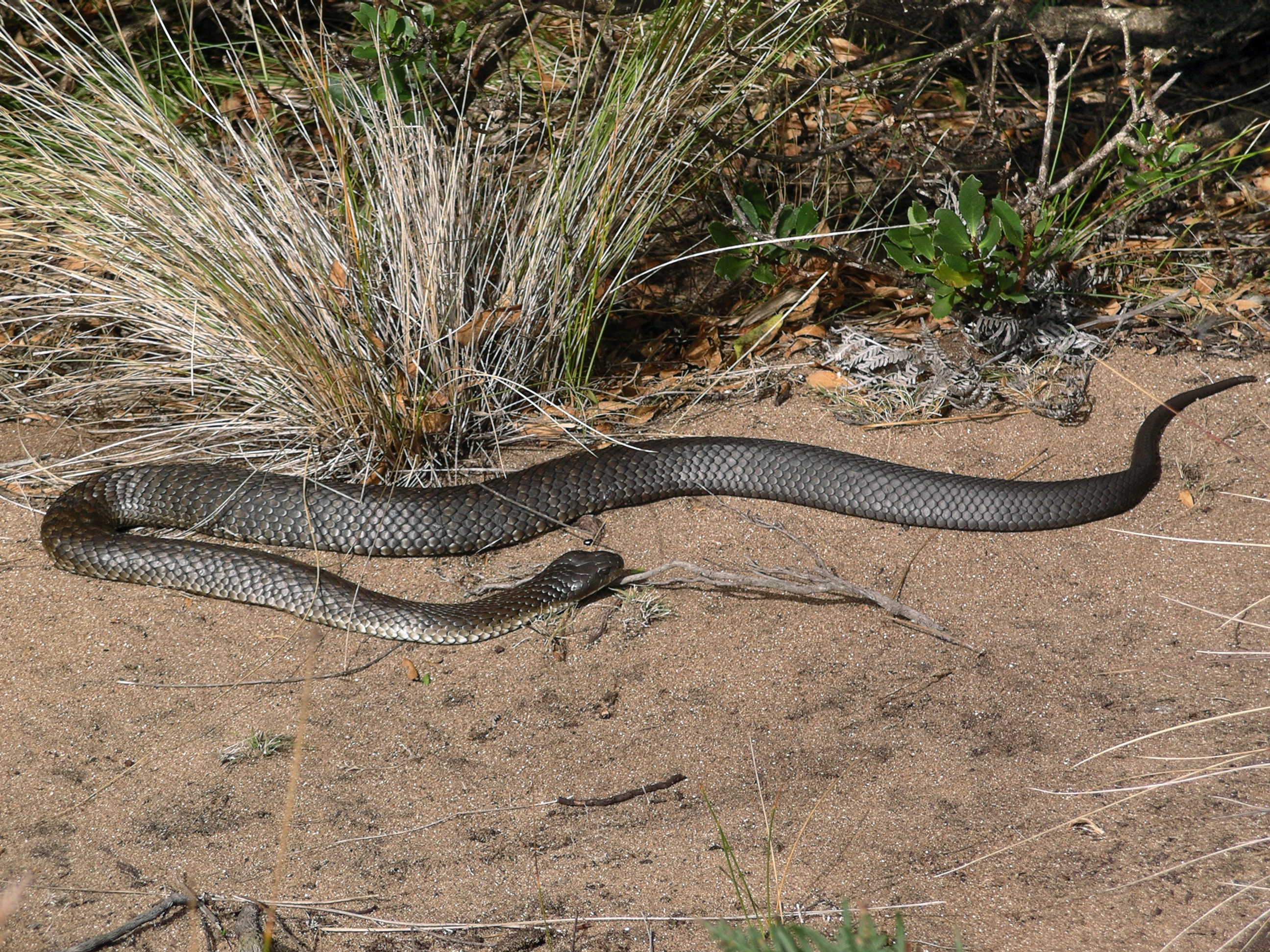
Serpent-tigre à l’île King.

Ce serpent est très venimeux. Il est de couleur très variable pouvant aller du noir de jais au vert uni en passant par le jaune orangé avec des bandes vertes. Le ventre est blanc, jaune ou vert-olive avec une bordure noire mais les couleurs peuvent varier d'un individu à l'autre et il n'est pas possible d'utiliser ce critère pour les classer. Leur longueur varie de 1 à 1,8 m, certains pouvant atteindre 2,1 m. Ce serpent se rencontre sous des formes géantes et naissent sur de nombreuses îles du sud de l'Australie.

## Alimentation
Ils se nourrissent d'oiseaux (ils montent dans les arbres pour attraper les oisillons) et de petits mammifères qu'ils vont débusquer dans leurs terriers (ce sont des prédateurs des espèces nuisibles comme les rats, souris et lapins importés par les Européens). Les jeunes mangent plutôt des petits reptiles qu'ils étranglent dans leurs anneaux. Ils peuvent se nourrir aussi de charognes.

## Reproduction
La période de reproduction s'étale sur tout l'été, principalement en janvier. L'accouplement peut durer jusqu'à sept heures. La femelle met bas une vingtaine de petits vivants (viviparité), de 20 à 25 cm de long dont elle ne s'occupe pas.

## Dangerosité
Ce sont des serpents venimeux qui produisent en grande quantité un venin neurotoxique touchant le système nerveux central mais pouvant provoquer aussi une rhabdomyolyse et une hémolyse qui entraîneront une Insuffisance rénale aiguë.
Comme la plupart des serpents, le serpent-tigre n'est pas agressif, il fuit l'homme, mais il devient très dangereux lorsqu'il est surpris, surtout pendant la période de reproduction où il se laisse plus facilement distraire. Se sentant menacé, il se redresse, gonfle son cou, un peu comme les cobras, siffle et attaque. Depuis 50 ans, ils ont tué 48 personnes.

## Protection
Dans la plupart des États australiens, l'espèce est considérée comme menacée et le fait de tuer ou blesser un serpent-tigre est sanctionné par une amende pouvant aller jusqu'à 7 500 dollars, ainsi qu'une peine d'emprisonnement de 18 mois dans certains États. C'est une espèce protégée car elle est en voie de disparition. Il est également interdit d'exporter un serpent originaire d'Australie.

## Taxinomie
Pendant longtemps le genre Notechis a été divisé en deux espèces Notechis ater (Krefft, 1866) ou serpent tigre noir et Notechis scutatus (Peters, 1861) ou serpent tigre continental et de nombreuses sous-espèces. Une étude a démontré qu'il s'agissait d'une seule espèce polymorphique.

## Publications originales
- (en) Boulenger, Catalogue of the snakes in the British Museum., vol. 3, Londres, Taylor & Francis, 1896 (lire en ligne), p. 1-727.
- (en) Glauert, A western tiger snake, Notechis scutatus occidentalis, subsp. nov., vol. 1, The Western Australian Naturalist, 1948, chap. 7, p. 139-141
- (de) Peters, Eine zweite Übersicht (vergl. Monatsberichte 1859 p. 269) der von Hrn. F. Jagor auf Malacca, Java, Borneo und den Philippinen gesammelten und dem Kgl. zoologischen Museum übersandten Schlangen., vol. 1862 (Monatsberichte der Königlichen Preussischen Akademie der Wissenschaften zu Berlin), 1861 (lire en ligne), p. 683-691.